# Richard von Greiffenklau zu Vollrads

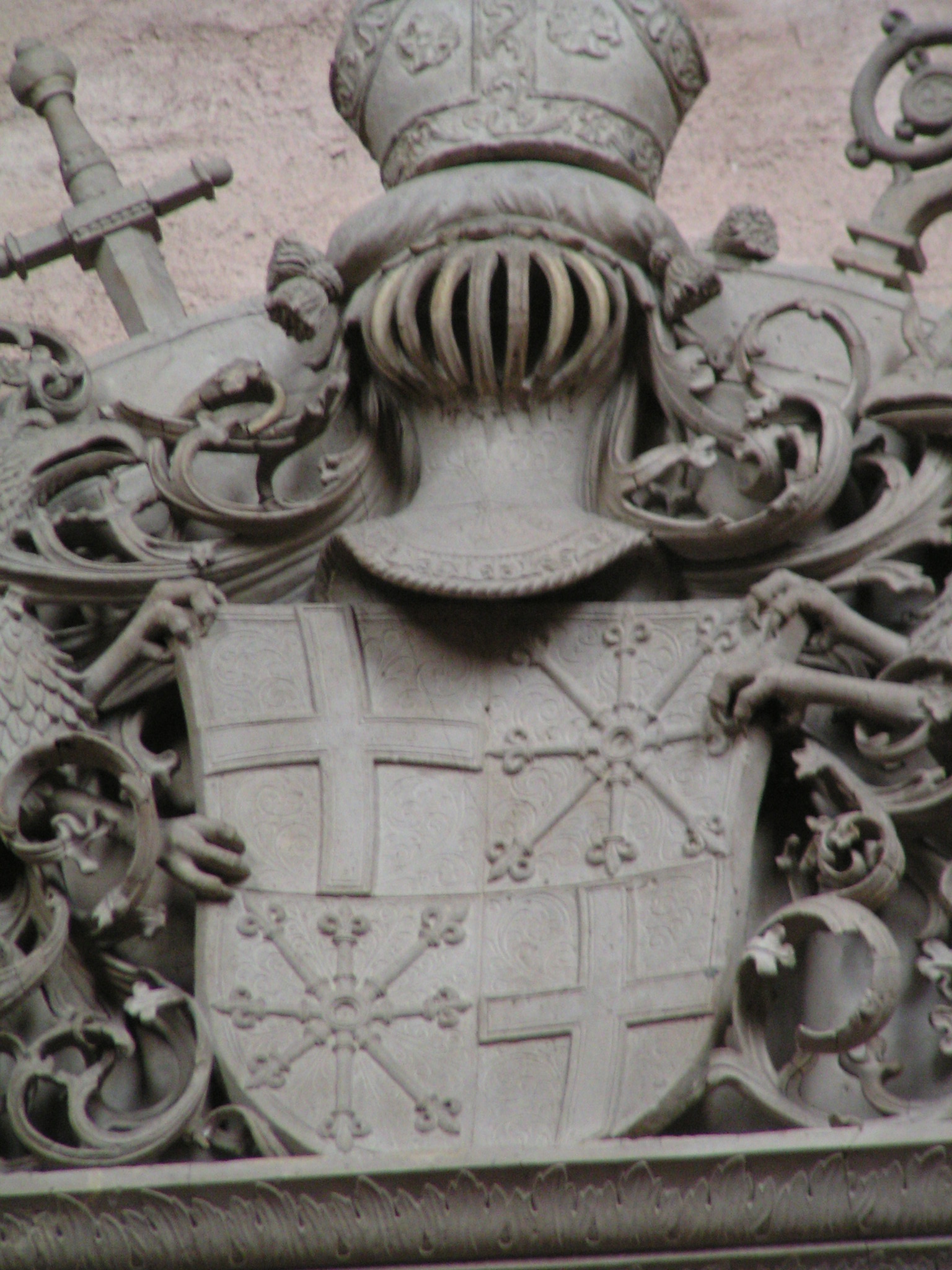
Bischofswappen am Grabaltar Richards von Greiffenklau im Trierer Dom

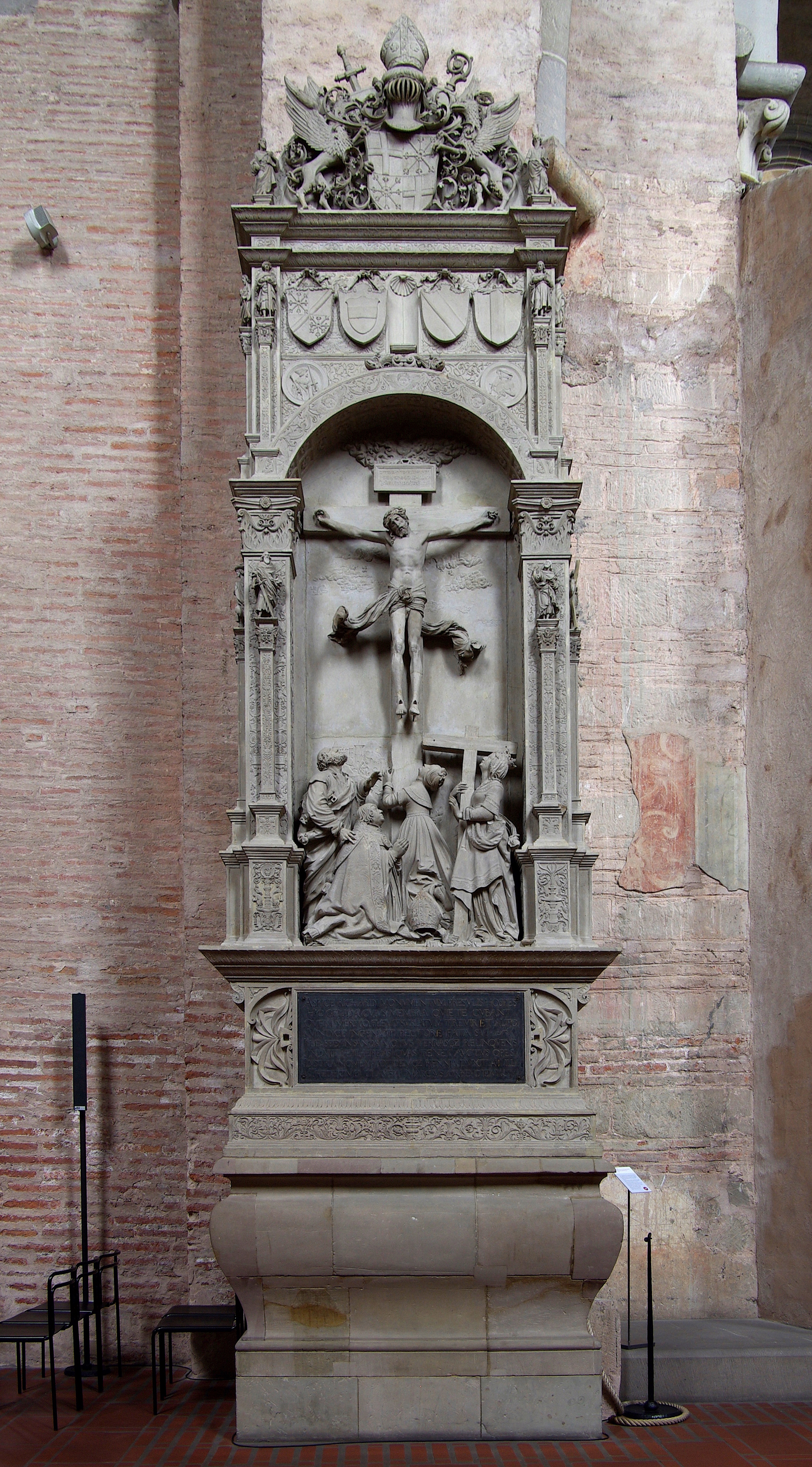
Grabaltar Richards von Greiffenklau im Trierer Dom

Richard von Greiffenklau zu Vollrads (* 1467 in Schloss Vollrads bei Oestrich-Winkel; † 13. März 1531 in Schloss Ottenstein bei Wittlich) war Erzbischof und Kurfürst von Trier von 1511 bis 1531.

## Familie
Richard entstammte dem rheingauischen Adelsgeschlecht Greiffenklau und war der vierte Sohn des Vizedoms des Rheingaus Johann von Greiffenklau zu Vollrads und der Klara von Ratsamhausen. Der Großvater Friedrich von Greiffenclau zu Vollrads (1401–1462) wurde 1456, nach einer Wallfahrt ins Heilige Land, Franziskaner. Dessen Schwester Isengart von Greiffenclau zu Vollrads war Nonne im Kloster Marienberg zu Boppard, gilt als seine Reformatorin und starb dort 1469, im Ruf der Heiligkeit. Richards Cousins waren der berühmte Wormser Bischof und kurpfälzer Kanzler Johann XX. von Dalberg, sowie dessen Brüder Friedrich VI. von Dalberg, Bürgermeister und Wolfgang VI. von Dalberg (1473–1522), kurpfälzer Amtmann in Oppenheim.

## Leben
Schon früh entschied sich Richard von Greiffenclau für eine kirchliche Laufbahn. Nach fünfjähriger Ausbildung wurde er 1487 Domkapitular in Trier. Ab 1488 studierte er in Paris. 1503 erhielt er das Amt des Kantors im Trierer Dom und wurde Kanoniker in Mainz. Am 15. Mai 1511 wurde Richard zum Erzbischof von Trier bestimmt. Die Amtseinführung erfolgte am 30. Mai 1512 durch Uriel von Gemmingen, den Erzbischof von Mainz, in Anwesenheit der Bischöfe von Straßburg und Worms. Vorher, am 26. April, hatte der Kapitular Jakob von Eltz die Bestätigungsbulle von Papst Julius II. und das Pallium überbracht. Verbunden mit dem Trierer Bischofsamt war die Kurwürde.

## Regierungszeit
Auf Wunsch Kaiser Maximilians I. ließ Richard nach seinem Amtsantritt als Kurfürst 23 Tage lang den Heiligen Rock ausstellen. Ebenfalls im Jahre 1512 ließ er den Südwestturm des Domes aufstocken, weil der Turm der Pfarrkirche St. Gangolf die Domtürme überragte. Im Jahre 1515 führte er Reformen im Gerichtswesen durch und verfügte auch, vertriebene Juden wieder ins Land zu lassen.
Richard nahm regelmäßig an Sitzungen des Reichstags teil. Bei der Wahl des neuen deutschen Kaisers 1519 in Frankfurt stellte er sich nach Erhalt von Bestechungsgeldern auf die Seite Franz I. von Frankreich. Gewählt wurde jedoch Karl V. Auf dem Reichstag zu Worms (1521) drängte der Erzbischof Martin Luther, seine reformatorischen Ansichten zu widerrufen, und bot ihm sogar Schutz und Unterkunft in Kurtrier an; aber Luther nahm das Angebot nicht an.

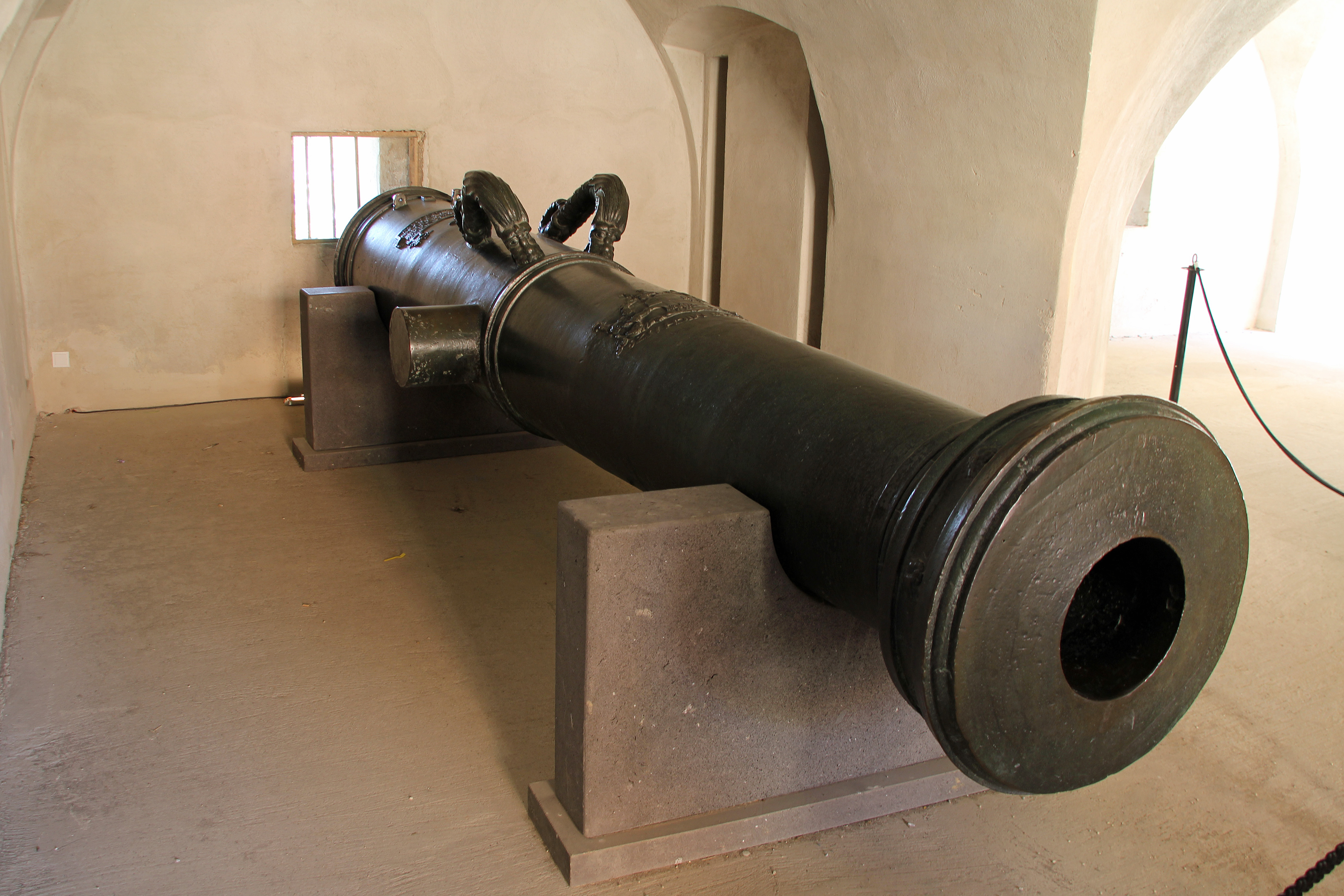
Kanone „Greif“ von 1524

Kurtrier blieb von der Reformation weitgehend unberührt. Größere Probleme bereitete Richard nur der Ritter Franz von Sickingen. Dieser war als Unterstützer von Anhängern der Reformation Gegenspieler des Trierer Kurfürsten, der gegen Luther agierte. Sickingen versuchte im Ritterkrieg im Herbst 1522, die Stadt Trier zu erobern, was jedoch fehlschlug. Richard beteiligte sich im Frühjahr 1523 am Gegenfeldzug der Fürstenkoalition (außer Trier noch Kurpfalz und Hessen) gegen Sickingen, der mit dessen Niederlage und Tod endete.
Richard baute die Burg auf dem Ehrenbreitstein zur Festung aus. 1524 ließ er von Meister Simon aus Frankfurt die 9 Tonnen schwere und 4,5 Meter lange Kanone „Greif“ gießen und auf der Festung aufstellen. Sie war die größte Belagerungskanone ihrer Zeit.
Am Reichstag in Speyer 1529 nahm Richard noch teil, aber bereits ein Jahr später in Augsburg wurde er – wohl wegen Krankheit – von seinem späteren Nachfolger vertreten, dem damaligen Dompropst Johann III. von Metzenhausen. 1531 starb Richard und fand seine letzte Ruhestätte vor einem prunkvollen Renaissance-Epitaph im Trierer Dom. Dieses Grabdenkmal, das zugleich als neuer Kreuzaltar dienen sollte, hatte er bereits 1525 errichten lassen.